# Elecciones provinciales de Buenos Aires de 1973
Las elecciones a gobernador de la provincia de Buenos Aires se llevaron a cabo el día 11 de marzo de 1973. Oscar Bidegain fue elegido gobernador bonaerense.

## Renovación legislativa
| Sección Electoral | Diputados | Senadores |
| ----------------- | --------- | --------- |
| 1                 | 15        | 8         |
| 2                 | 11        | 5         |
| 3                 | 18        | 9         |
| 4                 | 14        | 7         |
| 5                 | 11        | 5         |
| 6                 | 11        | 6         |
| 7                 | 6         | 3         |
| Capital           | 6         | 3         |
| Total             | 92        | 46        |

## Resultados

### Gobernador y vicegobernador
| Fórmula               | Fórmula               | Partido               | Partido                                            | Votos     | %     |
| Gobernador            | Vicegobernador        | Partido               | Partido                                            | Votos     | %     |
| --------------------- | --------------------- | --------------------- | -------------------------------------------------- | --------- | ----- |
| Oscar Bidegain        | Victorio Calabró      |                       | Frente Justicialista de Liberación                 | 2.283.788 | 52,68 |
| César García Puente   | Raúl David Vacarezza  |                       | Unión Cívica Radical                               | 882.762   | 20,36 |
| Marcelo M. Arabolaza  | Eduardo A. Pimentel   |                       | Partido Intransigente                              | 431.181   | 9,95  |
| Luis Facundo Herrera  | Eduardo Oscar Deluca  |                       | Partido Renovador                                  | 316.323   | 7,30  |
| Víctor Hugo Carrique  | Juan Carlos Fonrouge  |                       | Unión Conservadora de la Provincia de Buenos Aires | 177.217   | 4,09  |
| Nicolás Ruiz Guiñazú  | Felipe Castro         |                       | Nueva Fuerza                                       | 92.853    | 2,14  |
| Juan Félix Martella   | Martín Ibáñez         |                       | Partido Socialista Democrático                     | 89.575    | 2,07  |
| Jorge Mera            | Adela Mayer           |                       | Partido Socialista de los Trabajadores             | 43.050    | 0,99  |
| Blas Manuel Alberti   | Luis Alberto Abeldaño |                       | Frente de Izquierda Popular                        | 18.480    | 0,43  |
| Votos positivos       | Votos positivos       | Votos positivos       | Votos positivos                                    | 4.335.229 | 96,75 |
| Votos en blanco       | Votos en blanco       | Votos en blanco       | Votos en blanco                                    | 132.495   | 2,96  |
| Votos nulos           | Votos nulos           | Votos nulos           | Votos nulos                                        | 12.959    | 0,29  |
| Participación         | Participación         | Participación         | Participación                                      | 4.480.683 | 93,33 |
| Electores registrados | Electores registrados | Electores registrados | Electores registrados                              | 4.800.922 | 100   |
| Fuente:               |                       |                       |                                                    |           |       |

### Cámara de Diputados
| Partido         | Partido                                            | Votos     | %     | Bancas |
| --------------- | -------------------------------------------------- | --------- | ----- | ------ |
|                 | Frente Justicialista de Liberación                 | 2.276.713 | 52,71 | 57/92  |
|                 | Unión Cívica Radical                               | 864.692   | 20,02 | 25/92  |
|                 | Partido Intransigente                              | 432.005   | 10,00 | 6/92   |
|                 | Partido Renovador                                  | 311.511   | 7,21  | 4/92   |
|                 | Unión Conservadora de la Provincia de Buenos Aires | 175.897   | 4,07  |        |
|                 | Partido Socialista Democrático                     | 100.756   | 2,33  |        |
|                 | Nueva Fuerza                                       | 93.614    | 2,17  |        |
|                 | Partido Socialista de los Trabajadores             | 45.183    | 1,05  |        |
|                 | Frente de Izquierda Popular                        | 19.092    | 0,44  |        |
| Votos positivos | Votos positivos                                    | 4.319.463 | 96,60 |        |
| Votos en blanco | Votos en blanco                                    | 147.789   | 3,30  |        |
| Votos nulos     | Votos nulos                                        | 13.434    | 0,30  |        |
| Total de votos  | Total de votos                                     | 4.471.683 | 100   |        |
| Fuente:         |                                                    |           |       |        |

#### Resultados por Secciones Electorales

Secciones electorales de Buenos Aires:
1º Sección
2º Sección
3º Sección
4º Sección
5º Sección
6º Sección
7º Sección
8º Sección/Capital

| 1ª Sección Electoral 15 Diputados     | 1ª Sección Electoral 15 Diputados                  | 1ª Sección Electoral 15 Diputados | 1ª Sección Electoral 15 Diputados | 1ª Sección Electoral 15 Diputados | 1ª Sección Electoral 15 Diputados |
| Partido                               | Partido                                            | Votos                             | %                                 | Bancas                            | Electos |
| ------------------------------------- | -------------------------------------------------- | --------------------------------- | --------------------------------- | --------------------------------- | --- |
|                                       | Frente Justicialista de Liberación                 | 739.134                           | 55,11                             | 10/15                             | Ver electos: - Norberto Rómulo Spagnolo - Tomás Alberto Sánchez - Blanca Elodia Rodríguez - Carlos Eduardo Ferré - Osvaldo Hugo Posse - Jorge José D'Onofrio - Estanislao A. C. de Dobrzynski - Julio Armesto - Ricardo Eulogio de la Lama - Jorge Norberto Mangas                                           |
|                                       | Unión Cívica Radical                               | 226.157                           | 16,86                             | 3/15                              | Ver electos: - Félix Roberto González - Héctor Jorge Pancrazzi - José I. Gorostegui |
|                                       | Partido Intransigente                              | 136.317                           | 10,16                             | 2/15                              | - Orestes Fernando Introna - Mario Vega |
|                                       | Partido Renovador                                  | 87.215                            | 6,50                              |                                   | |
|                                       | Unión Conservadora de la Provincia de Buenos Aires | 66.601                            | 4,97                              |                                   | |
|                                       | Nueva Fuerza                                       | 38.582                            | 2,88                              |                                   | |
|                                       | Partido Socialista Democrático                     | 26.581                            | 1,98                              |                                   | |
|                                       | Partido Socialista de los Trabajadores             | 14.705                            | 1,10                              |                                   | |
|                                       | Frente de Izquierda Popular                        | 5.996                             | 0,45                              |                                   | |
| Votos positivos                       | Votos positivos                                    | 1.341.288                         | 96,56                             |                                   | |
| Votos en blanco                       | Votos en blanco                                    | 42.949                            | 3,09                              |                                   | |
| Votos nulos                           | Votos nulos                                        | 4.830                             | 0,35                              |                                   | |
| Total de votos                        | Total de votos                                     | 1.389.067                         | 100                               |                                   | |
| 2ª Sección Electoral 11 Diputados     |                                                    |                                   |                                   |                                   | |
| Partido                               | Partido                                            | Votos                             | %                                 | Bancas                            | Electos |
|                                       | Frente Justicialista de Liberación                 | 118.109                           | 46,48                             | 6/11                              | Ver electos: - Manuel Lázaro Rocca - Humberto René Giorgetti - Mario Roque Luchesi - Carlos José González - Inocencio A. Vigliercchio - Alfredo Manuel Gamarra |
|                                       | Unión Cívica Radical                               | 69.642                            | 27,41                             | 4/11                              | Ver electos: - Ernesto Aquiles de Simone - Andrés Pablo Manca - Héctor Gabino di Cio - Osvaldo Enrique Solaro |
|                                       | Partido Renovador                                  | 24.256                            | 9,55                              | 1/11                              | - Abel Rubén Beltrami |
|                                       | Partido Intransigente                              | 19.033                            | 7,49                              |                                   | |
|                                       | Unión Conservadora de la Provincia de Buenos Aires | 11.192                            | 4,40                              |                                   | |
|                                       | Partido Socialista Democrático                     | 4.747                             | 1,87                              |                                   | |
|                                       | Nueva Fuerza                                       | 3.345                             | 1,32                              |                                   | |
|                                       | Partido Socialista de los Trabajadores             | 3.097                             | 1,22                              |                                   | |
|                                       | Frente de Izquierda Popular                        | 672                               | 0,26                              |                                   | |
| Votos positivos                       | Votos positivos                                    | 254.093                           | 99,07                             |                                   | |
| Votos en blanco                       | Votos en blanco                                    | 10.752                            | 4,19                              |                                   | |
| Votos nulos                           | Votos nulos                                        | 641                               | 0,25                              |                                   | |
| Total de votos                        | Total de votos                                     | 256.486                           | 100                               |                                   | |
| 3ª Sección Electoral 18 Diputados     |                                                    |                                   |                                   |                                   | |
| Partido                               | Partido                                            | Votos                             | %                                 | Bancas                            | Electos |
|                                       | Frente Justicialista de Liberación                 | 823.116                           | 60,36                             | 13/18                             | Ver electos: - Pedro del Nista - Roberto Monicat - Juan Alberto Ratti - Alberto Aramouni - Francisco Eleazar Capuano - Martha Celia Etcheverry - Marco Aurelio Michelli - Raúl A. Álvarez Echagüe - Jorge Marcelo Berardo - Roberto José Guido - María Rosaura Isla - Carlos José Castro - Sonia Inés Autino |
|                                       | Unión Cívica Radical                               | 207.285                           | 15,20                             | 3/18                              | Ver electos: - Esteban Natalio Tomero - Hugo Alberto Socchi - Juan Manuel Casella |
|                                       | Partido Intransigente                              | 151.487                           | 11,11                             | 2/18                              | - Isidro Roberto Bakirdjián - Rubén César Legarreta |
|                                       | Partido Renovador                                  | 73.313                            | 5,38                              |                                   | |
|                                       | Unión Conservadora de la Provincia de Buenos Aires | 38.834                            | 2,85                              |                                   | |
|                                       | Partido Socialista Democrático                     | 28.112                            | 2,06                              |                                   | |
|                                       | Nueva Fuerza                                       | 19.323                            | 1,42                              |                                   | |
|                                       | Partido Socialista de los Trabajadores             | 16.495                            | 1,21                              |                                   | |
|                                       | Frente de Izquierda Popular                        | 5.695                             | 0,42                              |                                   | |
| Votos positivos                       | Votos positivos                                    | 1.363.660                         | 96,81                             |                                   | |
| Votos en blanco                       | Votos en blanco                                    | 40.325                            | 2,86                              |                                   | |
| Votos nulos                           | Votos nulos                                        | 4.592                             | 0,33                              |                                   | |
| Total de votos                        | Total de votos                                     | 1.408.577                         | 100                               |                                   | |
| 4ª Sección Electoral 14 Diputados     |                                                    |                                   |                                   |                                   | |
| Partido                               | Partido                                            | Votos                             | %                                 | Bancas                            | Electos |
|                                       | Frente Justicialista de Liberación                 | 136.965                           | 46,89                             | 8/14                              | Ver electos: - Victorino Alfonso Yacovino - Valentín de Cicco - Héctor Moreda - Germán Jorge Calvo - Efraín Schteimberg - Antonio Mattocio - Domingo Antonio Vives - Raúl Pedro Riccioppo |
|                                       | Unión Cívica Radical                               | 80.718                            | 27,64                             | 4/14                              | Ver electos: - Francisco A. Lettieri - Norberto Antonio Gargaglione - Julio José O. Ginzo - Ernesto L. Frías |
|                                       | Partido Intransigente                              | 42.269                            | 14,47                             | 2/14                              | - David Roberto Sago - Alfredo Egidio Mileo |
|                                       | Unión Conservadora de la Provincia de Buenos Aires | 11.886                            | 4,07                              |                                   | |
|                                       | Partido Renovador                                  | 9.495                             | 3,25                              |                                   | |
|                                       | Nueva Fuerza                                       | 5.063                             | 1,73                              |                                   | |
|                                       | Partido Socialista Democrático                     | 3.169                             | 1,09                              |                                   | |
|                                       | Partido Socialista de los Trabajadores             | 1.524                             | 0,52                              |                                   | |
|                                       | Frente de Izquierda Popular                        | 982                               | 0,34                              |                                   | |
| Votos positivos                       | Votos positivos                                    | 292.071                           | 97,11                             |                                   | |
| Votos en blanco                       | Votos en blanco                                    | 8.183                             | 2,72                              |                                   | |
| Votos nulos                           | Votos nulos                                        | 497                               | 0,17                              |                                   | |
| Total de votos                        | Total de votos                                     | 300.751                           | 100                               |                                   | |
| 5ª Sección Electoral 11 Diputados     |                                                    |                                   |                                   |                                   | |
| Partido                               | Partido                                            | Votos                             | %                                 | Bancas                            | Electos |
|                                       | Frente Justicialista de Liberación                 | 158.202                           | 40,23                             | 6/11                              | Ver electos: - Alfredo Cassano - Antonia Asunción Vázquez - Jorge Nelson Rizzo - Martín B. Cermelo - Julio Ismael Guma - Arnaldo V. Cheverier |
|                                       | Unión Cívica Radical                               | 100.845                           | 25,65                             | 4/11                              | Ver electos: - Héctor A. Sarasibar - Héctor Aníbal Zamora - Teodoro Jorge Zeballos - José Alberto Grieco |
|                                       | Partido Renovador                                  | 44.222                            | 11,25                             | 1/11                              | - Arnaldo Alfredo Bourrás |
|                                       | Partido Socialista Democrático                     | 29.489                            | 7,50                              |                                   | |
|                                       | Partido Intransigente                              | 27.314                            | 6,95                              |                                   | |
|                                       | Unión Conservadora de la Provincia de Buenos Aires | 17.748                            | 4,51                              |                                   | |
|                                       | Nueva Fuerza                                       | 10.242                            | 2,60                              |                                   | |
|                                       | Partido Socialista de los Trabajadores             | 2.867                             | 0,73                              |                                   | |
|                                       | Frente de Izquierda Popular                        | 2.301                             | 0,59                              |                                   | |
| Votos positivos                       | Votos positivos                                    | 393.230                           | 94,22                             |                                   | |
| Votos en blanco                       | Votos en blanco                                    | 22.789                            | 5,46                              |                                   | |
| Votos nulos                           | Votos nulos                                        | 1.358                             | 0,33                              |                                   | |
| Total de votos                        | Total de votos                                     | 417.374                           | 100                               |                                   | |
| 6ª Sección Electoral 11 Diputados     |                                                    |                                   |                                   |                                   | |
| Partido                               | Partido                                            | Votos                             | %                                 | Bancas                            | Electos |
|                                       | Frente Justicialista de Liberación                 | 134.037                           | 43,84                             | 6/11                              | Ver electos: - Ricardo A. Liccati - Juan José Martínez Varela - Argelia Ramona Ocampo - Mario Edgardo Medina - Adalberto Domingo Aldo Pelufo - José Ramón Fernández Rodríguez |
|                                       | Unión Cívica Radical                               | 68.459                            | 22,39                             | 3/11                              | Ver electos: - Héctor Margo - Néstor Segundo Aparicio - Juan Carlos Alberto Azzarri |
|                                       | Partido Renovador                                  | 53.417                            | 17,47                             | 2/11                              | - Raúl González Varela - Félix María Nervi |
|                                       | Partido Intransigente                              | 24.414                            | 7,98                              |                                   | |
|                                       | Nueva Fuerza                                       | 9.651                             | 3,16                              |                                   | |
|                                       | Unión Conservadora de la Provincia de Buenos Aires | 8.404                             | 2,75                              |                                   | |
|                                       | Partido Socialista Democrático                     | 3.397                             | 1,11                              |                                   | |
|                                       | Partido Socialista de los Trabajadores             | 2.234                             | 0,73                              |                                   | |
|                                       | Frente de Izquierda Popular                        | 1.762                             | 0,58                              |                                   | |
| Votos positivos                       | Votos positivos                                    | 305.775                           | 95,84                             |                                   | |
| Votos en blanco                       | Votos en blanco                                    | 12.671                            | 3,97                              |                                   | |
| Votos nulos                           | Votos nulos                                        | 609                               | 0,19                              |                                   | |
| Total de votos                        | Total de votos                                     | 319.055                           | 100                               |                                   | |
| 7ª Sección Electoral 6 Diputados      |                                                    |                                   |                                   |                                   | |
| Partido                               | Partido                                            | Votos                             | %                                 | Bancas                            | Electos |
|                                       | Frente Justicialista de Liberación                 | 67.996                            | 47,19                             | 4/6                               | Ver electos: - Anteo Gasparri - Tomás Santiago Lissalde - José Andrés Tagliafico - Abraham Clemente Gregorini |
|                                       | Unión Cívica Radical                               | 48.917                            | 33,95                             | 2/6                               | - Balbino Pedro Zubiri - Julio Fernando Volonté |
|                                       | Partido Intransigente                              | 8.585                             | 5,96                              |                                   | |
|                                       | Partido Renovador                                  | 6.335                             | 4,40                              |                                   | |
|                                       | Unión Conservadora de la Provincia de Buenos Aires | 5.397                             | 3,75                              |                                   | |
|                                       | Nueva Fuerza                                       | 3.443                             | 2,39                              |                                   | |
|                                       | Partido Socialista Democrático                     | 1.388                             | 0,96                              |                                   | |
|                                       | Partido Socialista de los Trabajadores             | 1.309                             | 0,91                              |                                   | |
|                                       | Frente de Izquierda Popular                        | 707                               | 0,49                              |                                   | |
| Votos positivos                       | Votos positivos                                    | 144.077                           | 96,58                             |                                   | |
| Votos en blanco                       | Votos en blanco                                    | 4.822                             | 3,23                              |                                   | |
| Votos nulos                           | Votos nulos                                        | 284                               | 0,19                              |                                   | |
| Total de votos                        | Total de votos                                     | 149.183                           | 100                               |                                   | |
| Sección Electoral Capital 6 Diputados |                                                    |                                   |                                   |                                   | |
| Partido                               | Partido                                            | Votos                             | %                                 | Bancas                            | Electos |
|                                       | Frente Justicialista de Liberación                 | 99.154                            | 44,02                             | 4/6                               | Ver electos: - Carlos Alberto Negri - Romelia Ermelia Casco - Héctor Rubén Martínez - Rubén Manuel Diéguez |
|                                       | Unión Cívica Radical                               | 62.669                            | 27,82                             | 2/6                               | - Raúl Horacio Pistorio - Edgar Adolfo García |
|                                       | Partido Intransigente                              | 22.586                            | 10,03                             |                                   | |
|                                       | Unión Conservadora de la Provincia de Buenos Aires | 15.835                            | 7,03                              |                                   | |
|                                       | Partido Renovador                                  | 13.258                            | 5,89                              |                                   | |
|                                       | Nueva Fuerza                                       | 3.965                             | 1,76                              |                                   | |
|                                       | Partido Socialista Democrático                     | 3.873                             | 1,72                              |                                   | |
|                                       | Partido Socialista de los Trabajadores             | 2.952                             | 1,31                              |                                   | |
|                                       | Frente de Izquierda Popular                        | 977                               | 0,43                              |                                   | |
| Votos positivos                       | Votos positivos                                    | 225.269                           | 97,44                             |                                   | |
| Votos en blanco                       | Votos en blanco                                    | 5.298                             | 2,29                              |                                   | |
| Votos nulos                           | Votos nulos                                        | 623                               | 0,27                              |                                   | |
| Total de votos                        | Total de votos                                     | 231.190                           | 100                               |                                   | |

### Senado
| Partido         | Partido                                            | Votos     | %     | Bancas |
| --------------- | -------------------------------------------------- | --------- | ----- | ------ |
|                 | Frente Justicialista de Liberación                 | 2.380.646 | 53,79 | 30/46  |
|                 | Unión Cívica Radical                               | 875.826   | 19,79 | 12/46  |
|                 | Partido Intransigente                              | 430.394   | 9,72  | 3/46   |
|                 | Partido Renovador                                  | 315.539   | 7,13  | 1/46   |
|                 | Unión Conservadora de la Provincia de Buenos Aires | 177.256   | 4,00  |        |
|                 | Partido Socialista Democrático                     | 92.567    | 2,09  |        |
|                 | Nueva Fuerza                                       | 92.524    | 2,09  |        |
|                 | Partido Socialista de los Trabajadores             | 42.975    | 0,97  |        |
|                 | Frente de Izquierda Popular                        | 18.456    | 0,42  |        |
| Votos positivos | Votos positivos                                    | 4.426.183 | 96,63 |        |
| Votos en blanco | Votos en blanco                                    | 140.806   | 3,07  |        |
| Votos nulos     | Votos nulos                                        | 13.370    | 0,29  |        |
| Total de votos  | Total de votos                                     | 4.580.359 | 100   |        |
| Fuente:         |                                                    |           |       |        |

#### Resultados por Secciones Electorales
| 1ª Sección Electoral 8 Senadores      | 1ª Sección Electoral 8 Senadores                   | 1ª Sección Electoral 8 Senadores | 1ª Sección Electoral 8 Senadores | 1ª Sección Electoral 8 Senadores | 1ª Sección Electoral 8 Senadores |
| Partido                               | Partido                                            | Votos                            | %                                | Bancas                           | Electos |
| ------------------------------------- | -------------------------------------------------- | -------------------------------- | -------------------------------- | -------------------------------- | --- |
|                                       | Frente Justicialista de Liberación                 | 740.570                          | 55,12                            | 6/8                              | Ver electos: - Enrique Cross - Alejandro Mario Patrucco - Juan Carlos Feinsilber - Pedro Erro - Egle Odilia Amoreo - José Vicente di Tata                                   |
|                                       | Unión Cívica Radical                               | 229.792                          | 17,10                            | 1/8                              | - José Nanonia |
|                                       | Partido Intransigente                              | 136.177                          | 10,14                            | 1/8                              | - Eduardo Prado |
|                                       | Partido Renovador                                  | 87.882                           | 6,54                             |                                  | |
|                                       | Unión Conservadora de la Provincia de Buenos Aires | 66.412                           | 4,94                             |                                  | |
|                                       | Nueva Fuerza                                       | 38.823                           | 2,89                             |                                  | |
|                                       | Partido Socialista Democrático                     | 24.140                           | 1,80                             |                                  | |
|                                       | Partido Socialista de los Trabajadores             | 14.031                           | 1,04                             |                                  | |
|                                       | Frente de Izquierda Popular                        | 5.702                            | 0,42                             |                                  | |
| Votos positivos                       | Votos positivos                                    | 1.343.529                        | 96,72                            |                                  | |
| Votos en blanco                       | Votos en blanco                                    | 40.765                           | 2,93                             |                                  | |
| Votos nulos                           | Votos nulos                                        | 4.773                            | 0,34                             |                                  | |
| Total de votos                        | Total de votos                                     | 1.389.067                        | 100                              |                                  | |
| 2ª Sección Electoral 5 Senadores      |                                                    |                                  |                                  |                                  | |
| Partido                               | Partido                                            | Votos                            | %                                | Bancas                           | Electos |
|                                       | Frente Justicialista de Liberación                 | 118.666                          | 46,57                            | 3/5                              | Ver electos: - José Gabriel Ordóñez - Enrique Carlos Martín - Rubén Alberto Zerbarini                                                                                       |
|                                       | Unión Cívica Radical                               | 70.576                           | 27,70                            | 2/5                              | - Adalberto C. Aner - José A. Ricco |
|                                       | Partido Renovador                                  | 24.497                           | 9,61                             |                                  | |
|                                       | Partido Intransigente                              | 18.720                           | 7,35                             |                                  | |
|                                       | Unión Conservadora de la Provincia de Buenos Aires | 11.314                           | 4,44                             |                                  | |
|                                       | Partido Socialista Democrático                     | 4.163                            | 1,63                             |                                  | |
|                                       | Partido Socialista de los Trabajadores             | 3.098                            | 1,22                             |                                  | |
|                                       | Nueva Fuerza                                       | 3.088                            | 1,21                             |                                  | |
|                                       | Frente de Izquierda Popular                        | 678                              | 0,27                             |                                  | |
| Votos positivos                       | Votos positivos                                    | 254.800                          | 95,97                            |                                  | |
| Votos en blanco                       | Votos en blanco                                    | 10.046                           | 3,78                             |                                  | |
| Votos nulos                           | Votos nulos                                        | 640                              | 0,24                             |                                  | |
| Total de votos                        | Total de votos                                     | 265.486                          | 100                              |                                  | |
| 3ª Sección Electoral 9 Senadores      |                                                    |                                  |                                  |                                  | |
| Partido                               | Partido                                            | Votos                            | %                                | Bancas                           | Electos |
|                                       | Frente Justicialista de Liberación                 | 823.236                          | 60,38                            | 7/9                              | Ver electos: - Alberto Héctor Mayansky - Felipe Domingo Vieyra - Osvaldo Juan Sorrentino - Narciso García - José Taravilse - Perla Emilse Calderoni - Carlos Alberto Giaimo |
|                                       | Unión Cívica Radical                               | 210.554                          | 15,44                            | 1/9                              | - Evaristo C. Iglesias |
|                                       | Partido Intransigente                              | 151.353                          | 11,10                            | 1/9                              | - Antonia Josefa Moscoso de Herrea |
|                                       | Partido Renovador                                  | 73.497                           | 5,39                             |                                  | |
|                                       | Unión Conservadora de la Provincia de Buenos Aires | 39.144                           | 2,87                             |                                  | |
|                                       | Partido Socialista Democrático                     | 25.535                           | 1,87                             |                                  | |
|                                       | Nueva Fuerza                                       | 19.015                           | 1,39                             |                                  | |
|                                       | Partido Socialista de los Trabajadores             | 15.632                           | 1,15                             |                                  | |
|                                       | Frente de Izquierda Popular                        | 5.521                            | 0,40                             |                                  | |
| Votos positivos                       | Votos positivos                                    | 1.363.487                        | 96,80                            |                                  | |
| Votos en blanco                       | Votos en blanco                                    | 40.512                           | 2,88                             |                                  | |
| Votos nulos                           | Votos nulos                                        | 4.578                            | 0,33                             |                                  | |
| Total de votos                        | Total de votos                                     | 1.408.577                        | 100                              |                                  | |
| 4ª Sección Electoral 7 Senadores      |                                                    |                                  |                                  |                                  | |
| Partido                               | Partido                                            | Votos                            | %                                | Bancas                           | Electos |
|                                       | Frente Justicialista de Liberación                 | 236.870                          | 60,32                            | 4/7                              | Ver electos: - Arturo Ares - Antonio Argentino Peralta - Jorge Horacio Leyden - Martín Fernando Jaca Cortejarena                                                            |
|                                       | Unión Cívica Radical                               | 81.688                           | 20,80                            | 2/7                              | - Juan Carlos Maffia - Juan José Rodríguez |
|                                       | Partido Intransigente                              | 42.567                           | 10,84                            | 1/7                              | - Ubaldo Rosario Becerra |
|                                       | Unión Conservadora de la Provincia de Buenos Aires | 11.613                           | 2,96                             |                                  | |
|                                       | Partido Renovador                                  | 9.514                            | 2,42                             |                                  | |
|                                       | Nueva Fuerza                                       | 4.992                            | 1,27                             |                                  | |
|                                       | Partido Socialista Democrático                     | 2.925                            | 0,74                             |                                  | |
|                                       | Partido Socialista de los Trabajadores             | 1.505                            | 0,38                             |                                  | |
|                                       | Frente de Izquierda Popular                        | 985                              | 0,25                             |                                  | |
| Votos positivos                       | Votos positivos                                    | 392.659                          | 97,98                            |                                  | |
| Votos en blanco                       | Votos en blanco                                    | 7.625                            | 1,90                             |                                  | |
| Votos nulos                           | Votos nulos                                        | 467                              | 0,12                             |                                  | |
| Total de votos                        | Total de votos                                     | 400.751                          | 100                              |                                  | |
| 5ª Sección Electoral 5 Senadores      |                                                    |                                  |                                  |                                  | |
| Partido                               | Partido                                            | Votos                            | %                                | Bancas                           | Electos |
|                                       | Frente Justicialista de Liberación                 | 158.897                          | 40,22                            | 3/5                              | Ver electos: - Egidio Serafini - Juan R. Estanga - Carlos A. Elizagaray |
|                                       | Unión Cívica Radical                               | 101.676                          | 25,73                            | 2/5                              | - Osvaldo Victorino Bisciotti - Luis María Sobron |
|                                       | Partido Renovador                                  | 46.266                           | 11,71                            |                                  | |
|                                       | Partido Socialista Democrático                     | 27.638                           | 7,00                             |                                  | |
|                                       | Partido Intransigente                              | 26.656                           | 6,75                             |                                  | |
|                                       | Unión Conservadora de la Provincia de Buenos Aires | 18.468                           | 4,67                             |                                  | |
|                                       | Nueva Fuerza                                       | 10.397                           | 2,63                             |                                  | |
|                                       | Partido Socialista de los Trabajadores             | 2.845                            | 0,72                             |                                  | |
|                                       | Frente de Izquierda Popular                        | 2.257                            | 0,57                             |                                  | |
| Votos positivos                       | Votos positivos                                    | 395.100                          | 94,66                            |                                  | |
| Votos en blanco                       | Votos en blanco                                    | 20.975                           | 5,03                             |                                  | |
| Votos nulos                           | Votos nulos                                        | 1.299                            | 0,31                             |                                  | |
| Total de votos                        | Total de votos                                     | 417.374                          | 100                              |                                  | |
| 6ª Sección Electoral 6 Senadores      |                                                    |                                  |                                  |                                  | |
| Partido                               | Partido                                            | Votos                            | %                                | Bancas                           | Electos |
|                                       | Frente Justicialista de Liberación                 | 134.448                          | 43,77                            | 3/6                              | Ver electos: - Carlos A. Gastaldi - Primo Marcelino Storti - Oscar Néstor Justiniano                                                                                        |
|                                       | Unión Cívica Radical                               | 68.872                           | 22,42                            | 2/6                              | - Heriberto Benigno Francoise - Mario Abel Bilbao |
|                                       | Partido Renovador                                  | 54.206                           | 17,65                            | 1/6                              | - Luis Ramón Baraldi |
|                                       | Partido Intransigente                              | 23.925                           | 7,79                             |                                  | |
|                                       | Nueva Fuerza                                       | 9.234                            | 3,01                             |                                  | |
|                                       | Unión Conservadora de la Provincia de Buenos Aires | 9.190                            | 2,99                             |                                  | |
|                                       | Partido Socialista Democrático                     | 3.417                            | 1,11                             |                                  | |
|                                       | Partido Socialista de los Trabajadores             | 2.189                            | 0,71                             |                                  | |
|                                       | Frente de Izquierda Popular                        | 1.693                            | 0,55                             |                                  | |
| Votos positivos                       | Votos positivos                                    | 307.174                          | 96,28                            |                                  | |
| Votos en blanco                       | Votos en blanco                                    | 11.268                           | 3,53                             |                                  | |
| Votos nulos                           | Votos nulos                                        | 613                              | 0,19                             |                                  | |
| Total de votos                        | Total de votos                                     | 319.055                          | 100                              |                                  | |
| 7ª Sección Electoral 3 Senadores      |                                                    |                                  |                                  |                                  | |
| Partido                               | Partido                                            | Votos                            | %                                | Bancas                           | Electos |
|                                       | Frente Justicialista de Liberación                 | 68.670                           | 47,54                            | 2/3                              | - Armando Isaac Unanue - Idilio Pedro Giarola |
|                                       | Unión Cívica Radical                               | 48.897                           | 33,85                            | 1/3                              | - Helios Eseverri |
|                                       | Partido Intransigente                              | 8.477                            | 5,87                             |                                  | |
|                                       | Partido Renovador                                  | 6.510                            | 4,51                             |                                  | |
|                                       | Unión Conservadora de la Provincia de Buenos Aires | 5.265                            | 3,65                             |                                  | |
|                                       | Nueva Fuerza                                       | 3.354                            | 2,32                             |                                  | |
|                                       | Partido Socialista Democrático                     | 1.326                            | 0,92                             |                                  | |
|                                       | Partido Socialista de los Trabajadores             | 1.252                            | 0,87                             |                                  | |
|                                       | Frente de Izquierda Popular                        | 685                              | 0,47                             |                                  | |
| Votos positivos                       | Votos positivos                                    | 144.436                          | 96,82                            |                                  | |
| Votos en blanco                       | Votos en blanco                                    | 4.403                            | 2,95                             |                                  | |
| Votos nulos                           | Votos nulos                                        | 344                              | 0,23                             |                                  | |
| Total de votos                        | Total de votos                                     | 149.183                          | 100                              |                                  | |
| Sección Electoral Capital 3 Senadores |                                                    |                                  |                                  |                                  | |
| Partido                               | Partido                                            | Votos                            | %                                | Bancas                           | Electos |
|                                       | Frente Justicialista de Liberación                 | 99.289                           | 40,13                            | 2/3                              | - Santiago Rayco Atanasoff - Rolando Hnatiuk |
|                                       | Unión Cívica Radical                               | 63.771                           | 28,34                            | 1/3                              | - Rolando Ramón Mugetti |
|                                       | Partido Intransigente                              | 22.519                           | 10,01                            |                                  | |
|                                       | Unión Conservadora de la Provincia de Buenos Aires | 15.850                           | 7,04                             |                                  | |
|                                       | Partido Renovador                                  | 13.167                           | 5,85                             |                                  | |
|                                       | Nueva Fuerza                                       | 3.621                            | 1,61                             |                                  | |
|                                       | Partido Socialista Democrático                     | 3.423                            | 1,52                             |                                  | |
|                                       | Partido Socialista de los Trabajadores             | 2.423                            | 1,08                             |                                  | |
|                                       | Frente de Izquierda Popular                        | 935                              | 0,42                             |                                  | |
| Votos positivos                       | Votos positivos                                    | 224.998                          | 97,46                            |                                  | |
| Votos en blanco                       | Votos en blanco                                    | 5.212                            | 2,26                             |                                  | |
| Votos nulos                           | Votos nulos                                        | 656                              | 0,28                             |                                  | |
| Total de votos                        | Total de votos                                     | 230.866                          | 100                              |                                  | |

## Elecciones municipales
Las elecciones municipales de la provincia de Buenos Aires de 1973 se realizaron el 11 de marzo de 1973. Se eligieron 121 intendentes, concejales y consejeros escolares.
| Municipio                                               | Intendente electo             | Partido | Partido                                  | Alianza | Alianza                            |
| ------------------------------------------------------- | ----------------------------- | ------- | ---------------------------------------- | ------- | ---------------------------------- |
| Adolfo Alsina                                           | Marcos Razquin                |         | Unión Cívica Radical                     |         | —                                  |
| Adolfo Gonzales Chaves                                  | Verito Roberto Prandini       |         | Partido Justicialista                    |         | Frente Justicialista de Liberación |
| Alberti                                                 | Alfredo Luis Cavagnaro        |         | Unión Cívica Radical                     |         | —                                  |
| Almirante Brown                                         | Roque Felipe Stefanelli       |         | Partido Justicialista                    |         | Frente Justicialista de Liberación |
| Avellaneda                                              | Herminio Iglesias             |         | Partido Justicialista                    |         | Frente Justicialista de Liberación |
| Ayacucho                                                | José Antonio Barnieri         |         | Unión Cívica Radical                     |         | —                                  |
| Azul                                                    | Juan Carlos Peralta           |         | Partido Justicialista                    |         | Frente Justicialista de Liberación |
| Bahía Blanca                                            | Eugenio Martínez              |         | Partido Justicialista                    |         | Frente Justicialista de Liberación |
| Balcarce                                                | Juan J. Mare                  |         | Unión Vecinal de Balcarce                |         | Vecinalismo                        |
| Baradero                                                | Mirko Veckiardo               |         | Unión Cívica Radical                     |         | —                                  |
| Bartolomé Mitre                                         | Ramón Lorenzo                 |         | Unión Cívica Radical                     |         | —                                  |
| Benito Juárez                                           | Santana Estanislao Zabalza    |         | Partido Intransigente                    |         | —                                  |
| Berazategui                                             | Nicolás Milazzo               |         | Partido Justicialista                    |         | Frente Justicialista de Liberación |
| Berisso                                                 | Jorge Tomás Matkovic          |         | Partido Justicialista                    |         | Frente Justicialista de Liberación |
| Bolívar                                                 | Francisco Andrés Ravassi      |         | Unión Cívica Radical                     |         | —                                  |
| Bragado                                                 | Irineo Osvaldo Oliveros       |         | Partido Justicialista                    |         | Frente Justicialista de Liberación |
| Brandsen                                                | Haroldo Donato                |         | Partido Justicialista                    |         | Frente Justicialista de Liberación |
| Campana (ver detalle)                                   | Calixto Bartolomé Dellepiane  |         | Unión Cívica Radical                     |         | —                                  |
| Cañuelas                                                | Carlos del Carmen Durante     |         | Partido Justicialista                    |         | Frente Justicialista de Liberación |
| Capitán Sarmiento                                       | Aldo César Lucotti            |         | Unión Vecinal de Capitán Sarmiento       |         | Vecinalismo                        |
| Carlos Casares                                          | Andrés Carmelo Campoy         |         | Partido Justicialista                    |         | Frente Justicialista de Liberación |
| Carlos Tejedor                                          | Damián Barceló                |         | Partido Justicialista                    |         | Frente Justicialista de Liberación |
| Carmen de Areco                                         | Luis Alfredo Herrero          |         | Partido Justicialista                    |         | Frente Justicialista de Liberación |
| Castelli                                                | Ulises Félix Formichelli      |         | Unión Cívica Radical                     |         | —                                  |
| Chacabuco                                               | Osmar Juan Granados           |         | Partido Justicialista                    |         | Frente Justicialista de Liberación |
| Chascomús                                               | Miguel Ángel Tocci            |         | Unión Cívica Radical                     |         | —                                  |
| Chivilcoy                                               | Edgard A. Frigoli             |         | Partido Justicialista                    |         | Frente Justicialista de Liberación |
| Colón                                                   | Virgilio Faustino Pineda      |         | Partido Justicialista                    |         | Frente Justicialista de Liberación |
| Coronel Dorrego                                         | Nírido Edilberto Santagada    |         | Partido Intransigente                    |         | —                                  |
| Coronel Pringles                                        | Juan B. Z. Vitale             |         | Partido Justicialista                    |         | Frente Justicialista de Liberación |
| Coronel Rosales                                         | Francisco R. Gutiérrez        |         | Partido Justicialista                    |         | Frente Justicialista de Liberación |
| Coronel Suárez                                          | Héctor Edmundo Lazaro         |         | Partido Justicialista                    |         | Frente Justicialista de Liberación |
| Daireaux                                                | Elisandro Vicente             |         | Partido Justicialista                    |         | Frente Justicialista de Liberación |
| Dolores                                                 | Mario Tamayo                  |         | Partido Justicialista                    |         | Frente Justicialista de Liberación |
| Ensenada (ver detalle)                                  | Arduino Ghio                  |         | Partido Justicialista                    |         | Frente Justicialista de Liberación |
| Escobar (ver detalle)                                   | Alejandro del Carmen Burgueño |         | Partido Justicialista                    |         | Frente Justicialista de Liberación |
| Esteban Echeverría                                      | Oscar Alberto Blanco          |         | Partido Justicialista                    |         | Frente Justicialista de Liberación |
| Exaltación de la Cruz                                   | Agustín Petrucelli            |         | Defensa Comunal de Exaltación de la Cruz |         | Vecinalismo                        |
| Florencio Varela                                        | Juan Carlos Fonrouge          |         | Unión Vecinal de Florencio Varela        |         | Vecinalismo                        |
| General Alvarado                                        | Alberto Juan Viader           |         | Partido Justicialista                    |         | Frente Justicialista de Liberación |
| General Alvear                                          | Luis A. Cellillo              |         | Unión Cívica Radical                     |         | —                                  |
| General Arenales                                        | Jorge Marcelino Marín         |         | Partido Justicialista                    |         | Frente Justicialista de Liberación |
| General Belgrano                                        | Pedro Martín Belarmino        |         | Unión Cívica Radical                     |         | —                                  |
| General Guido                                           | Francisco Stea                |         | Unión Cívica Radical                     |         | —                                  |
| General La Madrid                                       | Lorenzo César Mariezcurrena   |         | Unión Cívica Radical                     |         | —                                  |
| General Las Heras                                       | Marcelo Justo Rivas           |         | Partido Justicialista                    |         | Frente Justicialista de Liberación |
| General Lavalle                                         | Donald Burton Mac Iver        |         | Unión Vecinal de General Lavalle         |         | Vecinalismo                        |
| General Madariaga                                       | Juan José Jáuregui            |         | Unión Cívica Radical                     |         | —                                  |
| General Paz                                             | Alberto Francisco Ferrante    |         | Defensa Comunal de General Paz           |         | Vecinalismo                        |
| General Pinto (ver detalle)                             | José María Guzmán             |         | Partido Justicialista                    |         | Frente Justicialista de Liberación |
| General Pueyrredón (ver detalle)                        | Luis Nuncio Fabrizio          |         | Partido Socialista Democrático           |         | —                                  |
| General Rodríguez                                       | Carlos Osvaldo Pasquale       |         | Partido Justicialista                    |         | Frente Justicialista de Liberación |
| General San Martín (ver detalle)                        | Alberto Manuel Campos         |         | Partido Justicialista                    |         | Frente Justicialista de Liberación |
| General Sarmiento (ver detalle)                         | José Antonio Lombardo         |         | Unión Cívica Radical                     |         | —                                  |
| General Viamonte                                        | Rufino Antonio Herce          |         | Partido Justicialista                    |         | Frente Justicialista de Liberación |
| General Villegas                                        | Humberto José Compagnucci     |         | Partido Justicialista                    |         | Frente Justicialista de Liberación |
| Guaminí                                                 | Manuel Benítez                |         | Partido Justicialista                    |         | Frente Justicialista de Liberación |
| Hipólito Yrigoyen                                       | Osvaldo Martín Apiragini      |         | Partido Justicialista                    |         | Frente Justicialista de Liberación |
| Junín                                                   | Oscar Luis Venini             |         | Partido Justicialista                    |         | Frente Justicialista de Liberación |
| La Matanza (ver detalle)                                | Francisco Larraza             |         | Partido Justicialista                    |         | Frente Justicialista de Liberación |
| La Plata (ver detalle)                                  | Rubén Alberto Cartier         |         | Partido Justicialista                    |         | Frente Justicialista de Liberación |
| Lanús                                                   | Manuel Quindimil              |         | Partido Justicialista                    |         | Frente Justicialista de Liberación |
| Laprida                                                 | Anator Emar López             |         | Partido Justicialista                    |         | Frente Justicialista de Liberación |
| Las Flores                                              | Enrique Fayad                 |         | Partido Justicialista                    |         | Frente Justicialista de Liberación |
| Leandro N. Alem                                         | Pedro Francisco Azzaretti     |         | Partido Justicialista                    |         | Frente Justicialista de Liberación |
| Lincoln                                                 | Enrique Justo Menarvino       |         | Partido Intransigente                    |         | —                                  |
| Lobería                                                 | Hugo Hortencio Hernández      |         | Partido Justicialista                    |         | Frente Justicialista de Liberación |
| Lobos                                                   | Rubén Ismael Sobredo          |         | Partido Justicialista                    |         | Frente Justicialista de Liberación |
| Lomas de Zamora                                         | Ricardo Alberto Ortíz         |         | Partido Justicialista                    |         | Frente Justicialista de Liberación |
| Luján                                                   | Humberto Graciano De Lucía    |         | Partido Justicialista                    |         | Frente Justicialista de Liberación |
| Magdalena                                               | Homero Horacio Barrenese      |         | Acción Conservadora de Magdalena         |         | Vecinalismo                        |
| Maipú                                                   | Osvaldo César Mujica          |         | Unión Cívica Radical                     |         | —                                  |
| Mar Chiquita                                            | Horacio A. Laxalde            |         | Partido Justicialista                    |         | Frente Justicialista de Liberación |
| Marcos Paz                                              | Oscar Felipe Sánchez          |         | Partido Justicialista                    |         | Frente Justicialista de Liberación |
| Mercedes                                                | Julio César Gioscio           |         | Partido Justicialista                    |         | Frente Justicialista de Liberación |
| Merlo                                                   | Francisco Tomeo               |         | Unión Cívica Radical                     |         | —                                  |
| Monte                                                   | Santiago Javier Petrachi      |         | Partido Justicialista                    |         | Frente Justicialista de Liberación |
| Moreno                                                  | Luis Enrique Tulissi          |         | Partido Intransigente                    |         | —                                  |
| Morón                                                   | Eubaldo Merino                |         | Partido Justicialista                    |         | Frente Justicialista de Liberación |
| Navarro                                                 | Alberto Yaregui               |         | Unión Cívica Radical                     |         | —                                  |
| Necochea (ver detalle)                                  | Edgardo Hugo Yelpo            |         | Partido Intransigente                    |         | —                                  |
| Nueve de Julio                                          | Jesús Abel Blanco             |         | Partido Justicialista                    |         | Frente Justicialista de Liberación |
| Olavarría                                               | Omar Raúl Pastor              |         | Unión Cívica Radical                     |         | —                                  |
| Patagones                                               | Néstor Virgilio Ezcurra       |         | Unión Cívica Radical                     |         | —                                  |
| Pehuajó                                                 | Pablo Julián Landa            |         | Partido Intransigente                    |         | —                                  |
| Pellegrini                                              | Anselmo Venancio Paso         |         | Partido Justicialista                    |         | Frente Justicialista de Liberación |
| Pergamino                                               | Carlos Nazareno Gaspad        |         | Partido Justicialista                    |         | Frente Justicialista de Liberación |
| Pila                                                    | Salvador Rocca                |         | Unión Cívica Radical                     |         | —                                  |
| Pilar                                                   | Daniel Alberto Ponce de León  |         | Partido Nueva Fuerza                     |         | —                                  |
| Puan                                                    | Rodolfo Felipe Velázquez      |         | Partido Justicialista                    |         | Frente Justicialista de Liberación |
| Quilmes                                                 | José Rivela                   |         | Partido Justicialista                    |         | Frente Justicialista de Liberación |
| Ramallo                                                 | Roberto Ramón Aroza           |         | Partido Justicialista                    |         | Frente Justicialista de Liberación |
| Rauch                                                   | Pedro Horacio Petreigne       |         | Unión Cívica Radical                     |         | —                                  |
| Rivadavia                                               | Hermenegildo Nieto            |         | Partido Justicialista                    |         | Frente Justicialista de Liberación |
| Rojas                                                   | Ricardo Agustín Barmati       |         | Unión Cívica Radical                     |         | —                                  |
| Roque Pérez                                             | Alfredo Albanesi              |         | Partido Justicialista                    |         | Frente Justicialista de Liberación |
| Saavedra                                                | Arturo Jaureguiberry          |         | Partido Justicialista                    |         | Frente Justicialista de Liberación |
| Saladillo                                               | Ariel Horacio Delia           |         | Partido Justicialista                    |         | Frente Justicialista de Liberación |
| Salliqueló                                              | Andrés Sanseau                |         | Unión Cívica Radical                     |         | —                                  |
| Salto                                                   | Omar Antonio Lalla            |         | Partido Justicialista                    |         | Frente Justicialista de Liberación |
| San Andrés de Giles                                     | Pedro Ramón Gallo             |         | Partido Justicialista                    |         | Frente Justicialista de Liberación |
| San Antonio de Areco                                    | Juan Carlos Tapia             |         | Partido Justicialista                    |         | Frente Justicialista de Liberación |
| San Cayetano                                            | Fadael Guillermo Hendriksen   |         | Partido Nueva Fuerza                     |         | —                                  |
| San Fernando (ver detalle)                              | Alfredo Ramón Viviant         |         | Partido Justicialista                    |         | Frente Justicialista de Liberación |
| San Isidro (ver detalle)                                | Norberto Gavino               |         | Partido Justicialista                    |         | Frente Justicialista de Liberación |
| San Nicolás                                             | Eduardo Hernán Kolberg        |         | Partido Justicialista                    |         | Frente Justicialista de Liberación |
| San Pedro                                               | Juan Ismael Giménez           |         | Partido Justicialista                    |         | Frente Justicialista de Liberación |
| San Vicente                                             | Luis Ernesto Ferrere          |         | Unión Cívica Radical                     |         | —                                  |
| Suipacha                                                | Oscar Edmundo López           |         | Unión Cívica Radical                     |         | —                                  |
| Tandil                                                  | Jorge José M. Lester          |         | Partido Justicialista                    |         | Frente Justicialista de Liberación |
| Tapalqué                                                | Néstor José Velásquez         |         | Unión Cívica Radical                     |         | —                                  |
| Tigre (ver detalle)                                     | Néstor Obdulio Pozzi          |         | Partido Justicialista                    |         | Frente Justicialista de Liberación |
| Tordillo                                                | Lelio Osvaldo Arbide          |         | Partido Justicialista                    |         | Frente Justicialista de Liberación |
| Tornquist                                               | Roy Carlos Williams           |         | Partido Justicialista                    |         | Frente Justicialista de Liberación |
| Trenque Lauquen                                         | Juan Jaime Ciglia             |         | Partido Justicialista                    |         | Frente Justicialista de Liberación |
| Tres Arroyos                                            | José Abel Del Vecchio         |         | Partido Justicialista                    |         | Frente Justicialista de Liberación |
| Tres de Febrero (ver detalle)                           | Roberto Manuel Heredia        |         | Partido Justicialista                    |         | Frente Justicialista de Liberación |
| Veinticinco de Mayo                                     | Carlos Alberto Hendriksen     |         | Partido Justicialista                    |         | Frente Justicialista de Liberación |
| Vicente López (ver detalle)                             | Carlos Alberto López          |         | Partido Justicialista                    |         | Frente Justicialista de Liberación |
| Villarino                                               | Juan Constantino Drisaldi     |         | Partido Justicialista                    |         | Frente Justicialista de Liberación |
| Zárate (ver detalle)                                    | Miguel Antonio Scola          |         | Partido Justicialista                    |         | Frente Justicialista de Liberación |
| Fuente: Junta Electoral de la Provincia de Buenos Aires |                               |         |                                          |         |                                    |